# Barcon (Vedelago)
Barcon è una frazione del comune di Vedelago, in provincia di Treviso. Sorge a nord del capoluogo comunale.

## Storia
L'abitato di Barcon è situato nel territorio dell'Agro Centuriato di Asolo, la colonizzazione che Roma effettuò dal II secolo a.C. in questa parte della pianura veneta.
Alla fine del XI secolo risale il testamento di Gherardo da Camposampiero in cui compare per la prima volta l'insediamento di Barcon e la sua piccola chiesa: il fatto che vengano destinate 10 lire alla ricostruzione dell'edificio sacro perché distrutto dopo un incendio, fa supporre che la piccola chiesa fosse di proprietà del da Camposampiero.
Nel XV secolo lo spopolamento del villaggio lo portò sotto l'influenza della vicina Fanzolo, grazie alla presenza della famiglia Emo proprietaria di vasti appezzamenti, che beneficiò del giuspatronato sulla chiesa. In quei secoli Barcon era un villaggio autonomo della Campagna di Sopra e dipendeva direttamente dall'amministrazione del podestà di Treviso. 
Ad inizio del XVI secolo i Pola, nobili trevigiani di origine istriana, stavano perpetuando una vasta operazione di acquisizione di terreni in tutto il territorio trevigiano ed arrivarono a possedere la quasi totalità del territorio di Barcon trasformandolo nel centro di controllo delle loro proprietà e subentrando agli Emo nel giuspatronato sulla piccola chiesa dedicata a San Michele Arcangelo.
Le turbolente vicende che segnarono il trevigiano tra la fine del XVIII e l’inizio del XIX secolo portarono diversi assetti amministrativi, fino a che Barcon fu definitivamente assegnato al comune di Vedelago il 1 gennaio 1819. 
Le principali attività economiche sono gli allevamenti di bovini e tacchini e l'agricoltura in genere; negli ultimi anni si è sviluppato il settore dell'edilizia (5 aziende edili per 1 000 abitanti).

## Villa Pola
Ad inizio del XVIII secolo Antonio IV Pola commissionò all'architetto veneziano Giorgio Massari il progetto di tutto il complesso di edifici che dovevano servire alla gestione delle vaste proprietà di famiglia. I lavori di costruzione vennero effettuati demolendo gli edifici esistenti e furono ultimati dopo il 1721.
La villa padronale oggi non esiste più ma dalle descrizioni doveva trattarsi di un edificio grandioso: 120 metri di lato a base quadrata, si sviluppava su 4 piani ed era considerato il capolavoro del Massari. Due saloni a forma di croce greca alti due piani separavamo i quattro appartamenti posti nei quartieri angolari dell'edificio, la sala superiore terminava con una enorme cupola interna mentre una girandola posta sulla sommità del tetto indicava la direzione dei venti. Ogni facciata presentava numerose finestre tanto da ispirare il detto popolare: «El Palazo de Barcon, con trecentossessanta balcon».
Nel 1851 gli ultimi eredi dei Pola vendettero tutte le proprietà di Barcon e Villa Pola, provata dall'occupazione di un ospedale militare austriaco ed ormai in stato di abbandono e rovina, venne demolita dai nuovi proprietari tra il 1858 e il 1861.

## Barchessa di Villa Pola
Oltre al quadrilatero murato che cinge l'antico brolo, la maestosa Barchessa di Villa Pola è ciò che rimane del progetto di Giorgio Massari.
Edificata nel primo decennio del 1700 al posto di un precedente edificio, fu destinata a supportare le attività agricole fino a tutto il XX secolo. Smentendo la tradizione storica, sembra non sia mai stata edificata una seconda barchessa: il Massari potrebbe aver previsto la costruzione di due barchesse per completare lo spazio a sud della villa ma non sono giunti a noi i progetti massariani e non ce n’è traccia nelle mappe del tempo.
Anche in Barchessa venne allestito nel 1848 un ospedale militare ausiliario austriaco e nel 1918 fu trasformata nell’ospedaletto da campo n. 165 e nella sede del Comando militare della zona di Barcon. Nel 1943 l'esercito di occupazione tedesca la occupò per installare dei forni per la produzione del pane da destinare alle truppe presenti in Veneto e non solo.
A fine dello scorso secolo l'edificio fu oggetto di un sapiente restauro che ne sanò la struttura e ne trasformò la destinazione d’uso. Dal 2019 nella Barchessa opera un noto ristoratore veneto.

## Galleria d'immagini

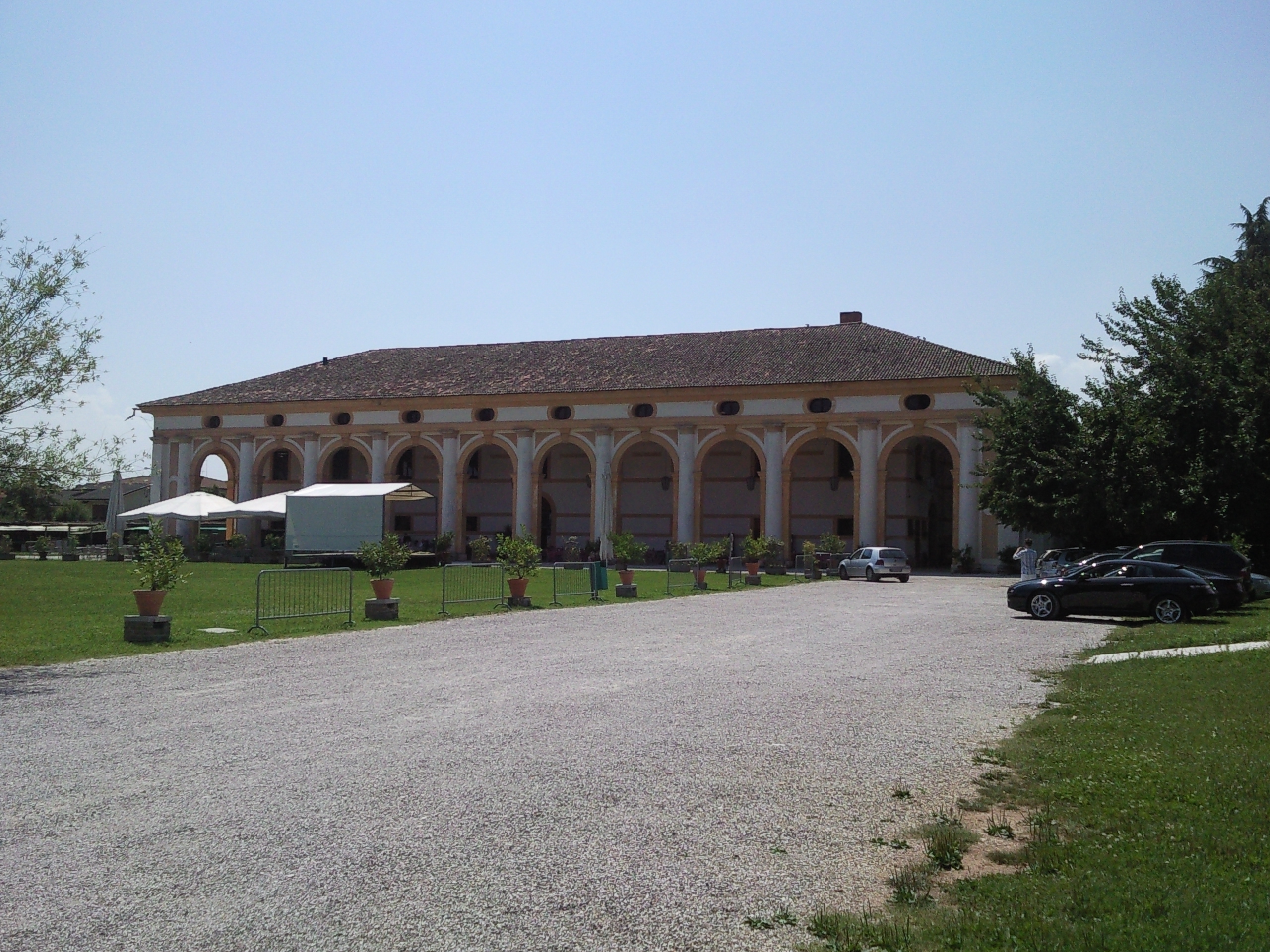
Barchessa Villa Pola.
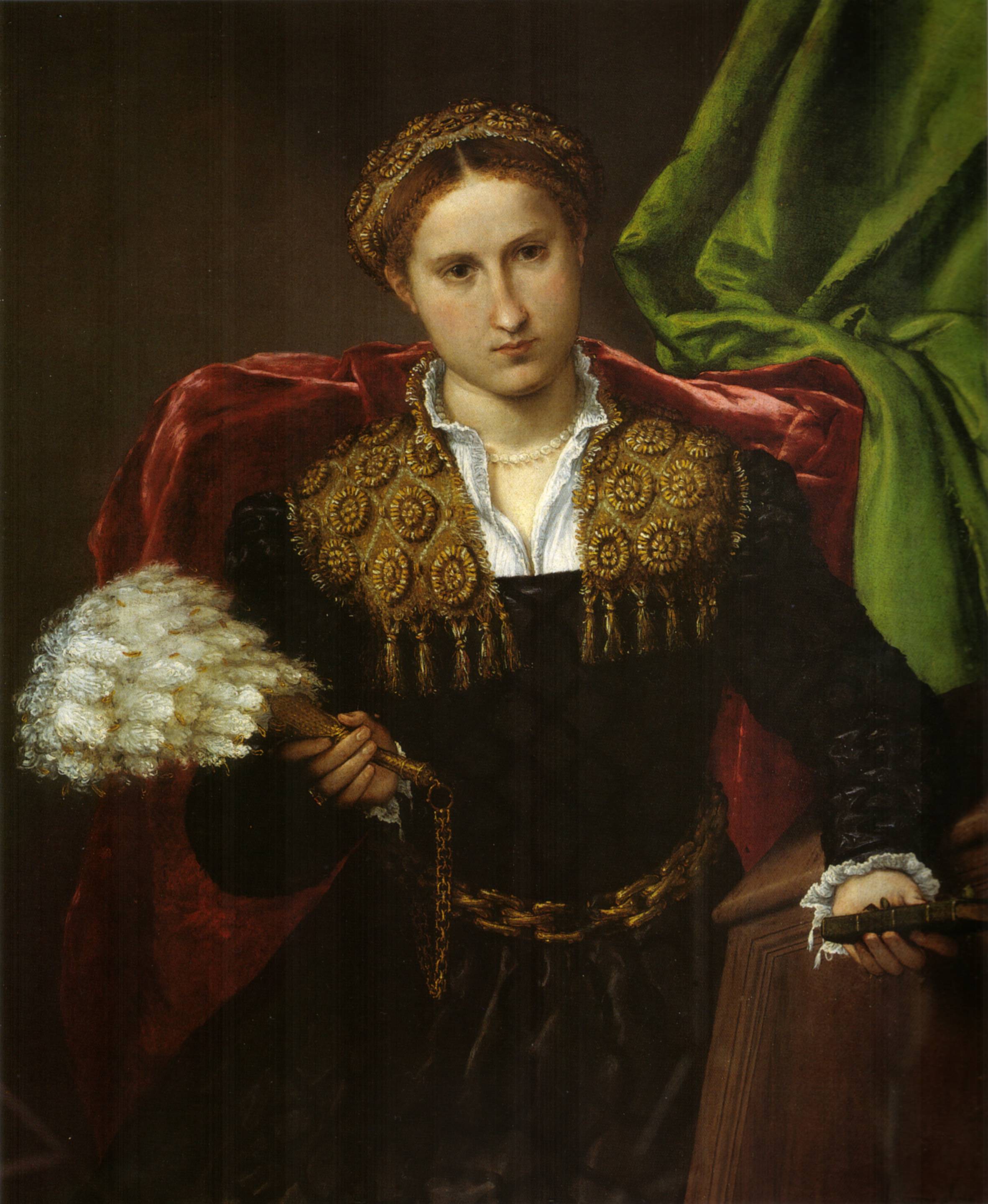
Ritratto di Laura da Pola.